# William Kilgour Jackson
William Kilgour Jackson (* 14. März 1871 in Lamington; † 26. Januar 1955 in Symington) war ein schottischer Curler und Olympiasieger.
Jackson spielte als Skip der britischen Mannschaft bei den I. Olympischen Winterspielen 1924 in Chamonix im Curling. Die Mannschaft, sein Sohn Laurence Jackson war der Lead, gewann die olympische Goldmedaille.

## Erfolge
- Olympiasieger 1924